# Philbert Mercéus
Philbert Mercéus (ur. 10 listopada 1981) – haitański piłkarz występujący na pozycji pomocnika.

## Kariera klubowa
W 2007 roku Mercéus rozpoczął grę dla zespołu Don Bosco FC. W 2015 roku zakończył karierę.

## Kariera reprezentacyjna
W reprezentacji Haiti Mercéus zadebiutował w 2009 roku. W tym samym roku został powołany do kadry na Złoty Puchar CONCACAF. Zagrał na nim jednak tylko w meczu z Grenadą (2:0), a Haiti zakończyło turniej na ćwierćfinale.